# Луїджі Леньяні
Луї́джі Ринальдо Ленья́ні (італ. Luigi Rinaldo Legnani, * 7 листопада 1790, Феррара, †5 серпня 1877, Равенна) — італійський співак, композитор, особливо відомий як гітарист-віртуоз.

## Життя
Народився у Феррарі 1790 року, пізніше 1799 року переїздить із сім'єю до Равенни, де навчається гри на гітарі та співу. З 1807 року співає тенором, а з 1816 року дає гітарні концерти у театрі Равени, а пізніше й у Мілані, у славетному театрі Ла Скала. З 1819 року кілька років виступав у Відні.
1835 року в Генуї Луїджі Леньяні познайомився з Нікколо Паганіні, з яким дає спільні концерти, зокрема збереглася афіша концерту в театрі Corignano Турину, датована 9 червням 1837 роком. Також виступав з Ференцом Лістом, котрий називав його Паганіні гітари.

## Творчість
Створив понад 250 опусів широкого спектра — від творів для солістів, до камерних творів для гітари.
- Op. 10 — Scherzo consiste in un tema con quattro variazioni. (In una nota il compositore scrisse: «Le quattro variazioni vanno suonate con la sola mano sinistra»)
- Op. 16 — Variazioni sul duetto «Nel cor più non mi sento» da «La Molinara» di Paisiello per la Chitarra
- Op. 19 — Fantasia Brillante e Facil per la Chitarra
- Op. 20 — 36 Capricci per tutti i tuoni maggiore e minori per la Chitarra op. 20 (1882)
- Op. 23 — Konzertante Duos, для гітари та флейти
- Op. 32 — Potpourri and Caprice
- Op. 34 — Gran Capriccio
- Op. 61 — Gran Fantasia
- Op. 202 — Andante and Allegro from William Tell
- Op. 204 — Rondoletto Scherzoso
- Op. 224 — Introduzione, Tema e Variazioni
- декілька вальсів